# Gibbs-féle fázistörvény

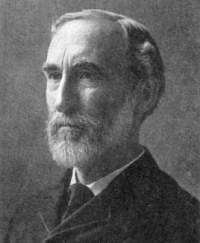
Josiah Willard Gibbs (1839 – 1903)

A Gibbs-féle fázistörvény a többkomponensű, heterogén rendszer komponenseinek (K), fázisainak (F), szabadsági fokainak (SZ) száma és a külső állapotjelzők (nyomás, hőmérséklet, koncentráció stb.) száma között állapít meg viszonylag egyszerű és általános érvényű összefüggést. A törvény az 1870-es években fogalmazódott meg és Gibbs amerikai elméleti fizikus, kémikus és matematikus – a kémiai termodinamika egyik megalapozójának – nevéhez fűződik.

## Komponens, fázis, szabadsági fok
Komponensnek (K) nevezzük a rendszer kémiailag független alkotórészeit (egymástól függetlenül létező anyagfajtákat: atom- és molekulafajtákat). Ha a rendszer különféle molekulái között reakciók játszódhatnak le, a komponensek számát a jelenlevő anyagfajták és a köztük lehetséges független reakciók számának különbségeként kell figyelembe venni. 
Fázisnak (F) nevezzük a rendszer azonos fizikai és kémiai paraméterekkel rendelkező (homogén) légnemű, folyadék vagy szilárd halmazállapotú részeit. Nem egyszerűen a halmazállapot fajtákról van szó, mert mind folyadék, mind szilárd fázis többféle is lehet jelen a rendszerben. 
Szabadsági foknak (SZ) a szabadon változtatható intenzív paraméterek számát nevezzük. 
Ezen intenzív állapotjelzők értékét egy bizonyos folytonos intervallumon belül szabadon választhatjuk meg anélkül, hogy a fázisok száma megváltozna: fázis eltűnne vagy új keletkezne. 

## Fázisegyensúly
A fázisegyensúly legáltalánosabb feltétele, hogy állandó hőmérséklet és nyomás mellett az egyensúlyi F fázisokban (F = α…f) egyaránt jelenlevő minden K komponensre (K = 1…k) nézve teljesülnie kell a 
{\displaystyle {\begin{array}{cccc}T&p&&\\\mu _{1}^{\alpha }=\mu _{1}^{\beta }&\mu _{2}^{\alpha }=\mu _{2}^{\beta }&\cdots \mu _{\mathrm {k} }^{\alpha }=\mu _{\mathrm {k} }^{\beta }\\\mu _{1}^{\beta }=\mu _{1}^{\gamma }&\mu _{2}^{\beta }=\mu _{2}^{\gamma }&\cdots \mu _{\mathrm {k} }^{\beta }=\mu _{\mathrm {k} }^{\gamma }\\\vdots &\vdots &\vdots \\\mu _{1}^{(\mathrm {f} -1)}=\mu _{1}^{\mathrm {f} }&\mu _{2}^{(\mathrm {f} -1)}=\mu _{2}^{\mathrm {f} }&\cdots \mu _{\mathrm {k} }^{(\mathrm {f} -1)}=\mu _{\mathrm {k} }^{\mathrm {f} }\\\end{array}}}
feltételnek (izoterm-izobár egyensúly). Ez gyakorlatilag azt jelenti, hogy a szóban forgó komponens kémiai potenciálja, a hőmérséklet és a nyomás az egyensúlyi fázisokban ugyanakkora. 

## Fázistörvény
A heterogén rendszerek tulajdonságainak megismerése szempontjából fontos az, hogy az adott komponensszámú rendszerben hány fázis lehet egymással egyensúlyban. Az is fontos, hogy milyen összefüggés van a komponensek, a fázisok és a szabadsági fokok száma között. A kapcsolat megállapítása céljából vizsgáljunk meg egy olyan heterogén rendszert, amelyben K számú komponens (K = 1…k) van és F fázis (F = α…f) tart egymással egyensúlyt. A rendszer állapotának ismeretéhez szükséges – a hőmérséklet és a nyomás ismeretén kívül – a komponensek koncentrációjának ismerete minden fázisban (ha jelen lehet). Ez összesen KF + 2 adatot jelent: 
{\displaystyle {\begin{array}{cccc}T&p&&\\x_{1}^{\alpha }&x_{1}^{\beta }&x_{1}^{\gamma }&\cdots x_{1}^{\mathrm {f} }\\x_{2}^{\alpha }&x_{2}^{\beta }&x_{2}^{\gamma }&\cdots x_{2}^{\mathrm {f} }\\\vdots &\vdots &\vdots &\vdots \\x_{\mathrm {k} }^{\alpha }&x_{\mathrm {k} }^{\beta }&x_{\mathrm {k} }^{\gamma }&\cdots x_{\mathrm {k} }^{\mathrm {f} }\\\end{array}}}
Ez a szám a szabadsági fokok száma (SZ), amely több mint a szükséges állapotjelzők száma, mert ha a rendszer K komponensű, akkor K-1 koncentráció adat elegendő az összetétel ismeretéhez. (Összetételként a móltörtet, vagy a %-os kifejezéseket kell használni, mert összegük 1, vagy 100%.) A KF + 2 adatból ezért F adatot le lehet vonni. Ha a rendszer fázisai egymással egyensúlyban vannak, akkor a megoszlási egyensúly miatt bármely fázisban kiszámíthatjuk a koncentrációkat, ha az egyik fázisban már ismerjük. Ezért K(F-1) koncentráció adattal kevesebbre van szükség. 
A fentiek alapján a szabadsági fokok – vagyis a szabadon változtatható intenzív állapotjelzők – száma:
{\displaystyle SZ=KF+2-F-K(F-1)=K+2-F\ ,}
vagy ismertebb formában a :
{\displaystyle F+SZ=K+2\ ,}
Gibbs-féle fázistörvényt kapjuk, ahol tehát 
F a fázisok számát,
SZ a szabadsági fokok (állapotjelzők) számát,
K a komponensek számát jelenti.
A fázistörvénynek ez az alakja akkor érvényes, ha a rendszer állapotát a nyomás, a hőmérséklet és a koncentrációk határozzák meg. Ha a rendszer egyensúlyát más intenzív állapotjelzők is befolyásolják, akkor azok számát is figyelembe kell venni. 
Ha viszont a rendszer egyensúlyi viszonyaira például a nyomás gyakorlatilag nincs hatással – bizonyos esetekben a kondenzált rendszereknél –, akkor a szabadsági fokok száma csökken 1-gyel, s a Gibbs-féle fázistörvénynek az alábbi alakja lesz érvényes:
{\displaystyle F+SZ=K+1\ .}